# Beach Soccer Worldwide
Beach Soccer Worldwide (BSWW) er den organisation, der er ansvarlig for grundlæggelsen og væksten for strandfodbold. Organisationen har hovedsæde i byen Barcelona. 
De stiftende parter etablerede reglerne i 1992, og firmaet er i den forbindelse en vigtig faktor til at udbrede sporten rundt omkring i verden.
Beach Soccer Worldside har indgået et samarbejde med FIFA om afholdelsen af VM under navnet FIFA Beach Soccer World Cup. 

## Associerede medlemmer
|    | Confederation                                  | Region                                 | Mesterskab                             |
| -- | ---------------------------------------------- | -------------------------------------- | -------------------------------------- |
| 1. | Asian Football Confederation (AFC)             | Asien                                  |                                        |
| 2. | Confédération Africaine de Football (CAF)      | Africa                                 |                                        |
| 3. | CONCACAF                                       | Nordamerika, Mellemamerika og Caribien | Campeonato de Fútbol Playa de Concacaf |
| 4. | CONMEBOL                                       | Sydamerika                             | Campeonato de Fútbol Playa de Conmebol |
| 5. | Oceania Football Confederation (OFC)           | Oceanien                               | Campeonato de Fútbol Playa de Oceanía  |
| 6. | Union of European Football Associations (UEFA) | Europa                                 |                                        |